# Playing with Fire (film 1914 Santschi)
Playing with Fire è un cortometraggio muto del 1914 diretto e interpretato da Tom Santschi.

## Produzione
Il film fu prodotto dalla Selig Polyscope Company.

## Distribuzione
Distribuito dalla General Film Company, il film - un cortometraggio in due bobine - uscì nelle sale cinematografiche statunitensi il 26 ottobre 1914.